# Marije van Hunenstijn
Marije van Hunenstijn (née le 2 mars 1995 à Apeldoorn) est une athlète néerlandaise, spécialiste du sprint.

## Carrière
Elle devient championne d’Europe en permettant à son équipe de relais de se qualifier pour la finale des Championnats d’Europe 2016. Elle établit sur 100 m à 11 s 13 à La Chaux-de-Fonds, le 30 juin 2019. Elle remporte la médaille d’argent du relais lors de l’édition suivante en 2018 

## Palmarès
| Date | Compétition           | Lieu  | Résultat | Epreuve   | Temps   |
| ---- | --------------------- | ----- | -------- | --------- | ------- |
| 2024 | Championnats d'Europe | Rome  | 3e       | 4 x 100 m | 42 s 46 |
| 2024 | Jeux olympiques       | Paris | 7e       | 4 × 100 m | 42 s 74 |

## Records
| Épreuve | Performance | Lieu              | Date            |
| ------- | ----------- | ----------------- | --------------- |
| 100 m   | 11 s 13     | La Chaux-de-Fonds | 30 juin 2019    |
| 200 m   | 22 s 86     | La Chaux-de-Fonds | 14 juillet 2024 |